# GlobalG.A.P.

Logo standardu

GlobalG.A.P. – dobrowolny, międzynarodowy standard bezpieczeństwa żywności nieprzetworzonej (produkcja roślinna, ogrodnicza, sadownicza i zwierzęca) adresowany do producentów rolnych.
Standard powstał w 1997 jako EUREGAP z inicjatywy członków europejskiej organizacji EUREP (handel detaliczny). Celem powstania było stworzenie jednolitych procedur i wspólnego standardu produkcji rolnej, co znalazło odzwierciedlenie w nazwie (Good Agricultural Practice). Kierowano się również chęcią zapewnienia jak najwyższego bezpieczeństwa żywności. Standaryzacja obejmuje cały łańcuch produkcyjny, od wysiewu (wysadzenia) roślin, do obsługi produktu końcowego, tj. pakowania i przechowywania. Misją standardu jest zapewnienie konsumentowi zdrowej i bezpiecznej żywności w drodze łączenia grup rolniczych i marek pod zestandaryzowanym procesem. 
Producenci w ramach działań standardowych są zobowiązani do dbałości o środowisko naturalne, odpowiedniego stosowania i przechowywania środków ochrony roślin, pasz, leków dla zwierząt i innych substancji, odpowiedniego obchodzenia się z odpadami, dbałości o czystość gospodarstwa i BHP pracowników. Na GlobalG.A.P. składa się pięć standardów podstawowych (modułów):
- IFA: Integrated Farm Assurance,
- CFM: Compoud Feed Manufacturer,
- AT: Animal Transport,
- PPM: Plant Propagation Material Standard,
- GRASP: GlobalG.A.P. Risk Assesment for Social Practices[1].